# Paul Scholes
Paul Scholes (/ˈpɔːl ˈskoʊlz/) (sinh ngày 16 tháng 11 năm 1974) là một cựu cầu thủ bóng đá Anh. Ông được coi là một trong những cầu thủ xuất sắc nhất trong lịch sử câu lạc bộ Manchester United. Ông đã dành toàn bộ sự nghiệp thi đấu chuyên nghiệp của mình tại đây. Ông hiện là đồng chủ sở hữu của Salford City. Ông là cầu thủ bóng đá người Anh giành nhiều danh hiệu nhất mọi thời đại và là một trong những cầu thủ bóng đá thành công nhất trong lịch sử với 27 danh hiệu lớn, trong đó có 11 chức vô địch Ngoại hạng Anh và 2 Champions League.

Sinh ra ở Salford, nhưng sau đó chuyển đến Langley, Scholes xuất sắc trong cả hai môn cricket và bóng đá ở trường. Ông được đào tạo lần đầu tiên bởi Manchester United lúc 14 tuổi sau khi được phát hiện bởi một trinh sát tại trường học của mình. Ông sau đó ký hợp đồng với câu lạc bộ sau khi ra trường năm 1991 và chính thức trở thành cầu thủ chuyên nghiệp vào năm 1993. Paul có trận ra mắt cho United trong mùa giải 1994-95. Scholes đã thi đấu 66 trận cho đội tuyển Anh từ năm 1997 đến 2004, tham gia World Cup 1998 và World Cup 2002, cũng như Euro 2000 và 2004. Ông được coi là một trong những tiền vệ xuất sắc nhất trong thế hệ cầu thủ cùng thời, và nhận được nhiều lời ca ngợi từ các huấn luyện viên và cầu thủ như Xavi hay Thierry Henry. Tuy nhiên ông bị chỉ trích vì nhận nhiều thẻ phạt khi là cầu thủ nhận nhiều thẻ vàng thứ tư ở Ngoại hạng Anh (97 thẻ) và là cầu thủ nhận nhiều thẻ vàng nhất tại Champions League (32 thẻ).
Scholes thi đấu tổng cộng 718 trận cho United, là người có số trận nhiều thứ ba của câu lạc bộ. Scholes thông báo giải nghệ vào ngày 31 tháng 5 năm 2011 và có một trận đấu tri ân tại Old Trafford vào tháng 8 năm 2011. Tuy nhiên ông bất ngờ thi đấu trở lại vào ngày 8 tháng 1 năm 2012 và ở lại câu lạc bộ thêm một mùa giải trước khi giải nghệ vào tháng 5 năm 2013.

## Tiểu sử
Scholes được sinh ra tại bệnh viện Hope ở Salford, Đại Manchester, là con trai của ông bà Stewart và Marina Scholes. Bà ngoại ông là người gốc ở Cộng hòa Ireland trong khi ông ngoại anh là người Bắc Ireland. Scholes nói rằng ông thường theo dõi kết quả thi đấu của đội tuyển Cộng hòa Ireland và hy vọng họ thi đấu tốt. Khi mới được 18 tháng tuổi, cả gia đình ông chuyển đến vùng Langley thuộc Middleton, Đại Manchester và sống tại đường Bowness, sau đó là Talkin Drive. Ông vào học ở trường tiểu học St Mary's RC và thi đấu cho câu lạc bộ Langley Furrows. Scholes cũng xuất sắc trong môn cricket. Ở tuổi 14, Ông bắt đầu luyện tập với Manchester United và trở thành học viên của câu lạc bộ sau khi rời trường trung học Hồng y Công giáo La Mã Langley ở Middleton vào mùa hè năm 1991. Trong năm cuối cùng ở trường, ông được chọn vào thi đấu cho đội tuyển bóng đá thiếu niên các trường học của toàn Vương quốc Anh.

## Sự nghiệp câu lạc bộ

### 1994–1999
Scholes không có mặt trong đội hình Manchester United giành FA Youth Cup 1992 trong đó bao gồm những đồng đội tương lai như David Beckham, Nicky Butt, Gary Neville và Ryan Giggs, nhưng ông cùng với Phil Neville là thành viên của đội trẻ đã vào đến trận chung kết ở mùa giải sau đó. Scholes trở thành cầu thủ chuyên nghiệp vào ngày 23 tháng 7 năm 1993 và được trao áo đấu số 24, nhưng ông không tạo được dấu ấn nào trong đội hình chính cho đến mùa giải 1994–95, khi ông có 17 lần ra sân và ghi được 5 bàn thắng.
Trận đấu đầu tiên của ông diễn ra vào ngày 21 tháng 9 năm 1994 khi ông lập cú đúp trong chiến thắng 2–1 trước Port Vale tại Cúp Liên đoàn. Ba ngày sau đó ông có trận đấu đầu tiên tại Giải Ngoại hạng gặp Ipswich Town trên sân Portman Road. Trận đấu kết thúc với tỉ số 3–2 nghiêng về Ipswich Town còn Scholes ghi được một bàn thắng an ủi cho đội nhà. Ông tiếp tục ghi thêm 2 bàn nữa vào ngày 10 tháng 12 khi United đánh bại QPR 3–2 trên sân Loftus Road. Ngày 3 tháng 1 năm 1995, ông có bàn thắng đầu tiên trên sân Old Trafford khi mở tỉ số trong chiến thắng 2–0 trước Coventry City. Ông ghi thêm được một bàn nữa ở mùa giải đó, trong trận thắng 3–2 trên sân khách trước Coventry City ngày 1 tháng 5.
Scholes vào sân thay người trong trận chung kết Cúp FA 1995 gặp Everton, trận đấu mà United đã thua với tỉ số 0-1. Ông đã có 2 lần suýt lập công ở gần cuối trận đấu nhưng không thể thắng được thủ môn Neville Southall.
Ở mùa giải 1995–96, sau khi Mark Hughes chuyển đến Chelsea, Scholes đã có nhiều cơ hội thi đấu ở đội hình chính hơn. Trong 2 tháng đầu của mùa giải, ông trở thành người đá cặp trên hàng công với Andy Cole sau khi Eric Cantona bị treo giò. Scholes (khi đó đang mặc áo đấu số 22) đã ghi 14 bàn ở tất cả các giải đấu và United trở thành đội bóng Anh đầu tiên 2 lần giành cú đúp. Ở mùa giải 1996–97, ông giành tiếp một chức vô địch Premier League nữa (thay số áo một lần nữa, lần này là số 18, số áo mà ông giữ trong 15 năm tiếp theo), nhưng chỉ ghi được 3 bàn thắng trong 16 trận.
Khi United không thể chiêu mộ thành công Alan Shearer từ Blackburn Rovers, đội chủ sân Ewood Park đã đề nghị United nhả Scholes để mở đường cho thương vụ Shearer. Ở thời điểm đó, Scholes được định giá 5 triệu bảng, trong khi Blackburn trước đó đã từ chối hợp đồng trao đổi Andy Cole (có giá 7 triệu bảng) lấy Shearer. Tuy nhiên Shearer đã không tới Old Trafford mà gia nhập Newcastle United với giá 15 triệu bảng.
Scholes chuyển sang vị trí tiền vệ trung tâm ở mùa giải 1997–98 sau khi Roy Keane bị chấn thương đầu gối vào cuối tháng 9 và không thể tiếp tục thi đấu. United kết thúc mùa giải mà không giành được danh hiệu nào.
Ở mùa giải 1998–99, Scholes là cầu thủ quan trọng trong đội hình giành cú ăn 3 (Premier League, Cúp FA, và UEFA Champions League) của Manchester United. Ông đã ghi một trong hai bàn thắng của Manchester United ở trận chung kết Cúp FA gặp Newcastle. Ông cũng ghi một bàn vào lưới Inter Milan trong trận tứ kết UEFA Champions League 1998-99. Ông vào sân thay Nicky Butt trong trận bán kết lượt về gặp Juventus Tuy nhiên, ông phải nhận một thẻ vàng trong trận đấu này và không thể tham dự trận chung kết gặp Bayern Munich do bị treo giò.

### 2000–2011
Vào ngày 25 tháng 3 năm 2000, Scholes ghi một những bàn thắng đẹp nhất trong sự nghiệp trong trận gặp Bradford City. David Beckham thực hiện quả phạt góc thẳng tới vị trí của Scholes và ông ngay lập tức thực hiện cú vô lê vào góc lưới. Một tuần sau đó Scholes ghi hat-trick đầu tiên cho Manchester United trong chiến thắng 7–1 trước West Ham United.
Vào mùa giải 2001-02, Manchester United hoàn tất hợp đồng chuyển nhượng với cầu thủ người Argentina Juan Sebastián Verón. Để hỗ trợ cho Scholes và Veron, huấn luyện viên Ferguson vẫn kiên trì với sơ đồ 4-4-1-1, trong đó Scholes chơi ở vị trí tiền đạo lùi phía sau Ruud van Nistelrooy còn Roy Keane và Veron chơi ở vị trí tiền vệ trung tâm. Trong các trận trên sân khách ở châu Âu, Scholes thường thi đấu ở vị trí tiền vệ trung tâm với Veron trong khi Keane đá ở vị trí mỏ neo đằng sau. Tuy vậy, Scholes đã thất bại trong việc thích nghi với sơ đồ chiến thuật và phong độ của ông đã đi xuống.
Mùa giải 2002-03, Scholes ghi được 20 bàn thắng (số bàn thắng nhiều nhất ông ghi được trong một mùa trong suốt sự nghiệp của mình) ở tất cả các giải đấu, con số này giảm xuống còn 14 bàn trong năm tiếp theo, mặc dù ông đã ghi được 4 bàn thắng tại cúp FA so với tổng cộng 5 bàn trong 9 mùa giải đầu của ông.
Scholes ghi bàn thắng ấn định tỉ số trận bán kết Cúp FA 2003–04 trước Arsenal, và cùng United chiến thắng 3–0 trước Millwall trong trận chung kết. Ông giúp Manchester United lọt vào trận chung kết Cúp FA 2005 nhưng câu lạc bộ đã để thua Arsenal trong loạt luân lưu do cú sút của ông bị Jens Lehmann cản phá.
Scholes phải nghỉ thi đấu trong giai đoạn 2 mùa giải 2005-06 do mắc chứng suy giảm thị lực. Nguyên nhân của căn bệnh này ban đầu chưa chắc chắn, làm dấy lên mối lo ngại rằng nó có thể kết thúc sự nghiệp của ông. Tuy vậy ông đã vượt qua được vấn đề đó và góp mặt ở trận đấu cuối cùng của Manchester United trong mùa giải gặp Charlton Athletic.

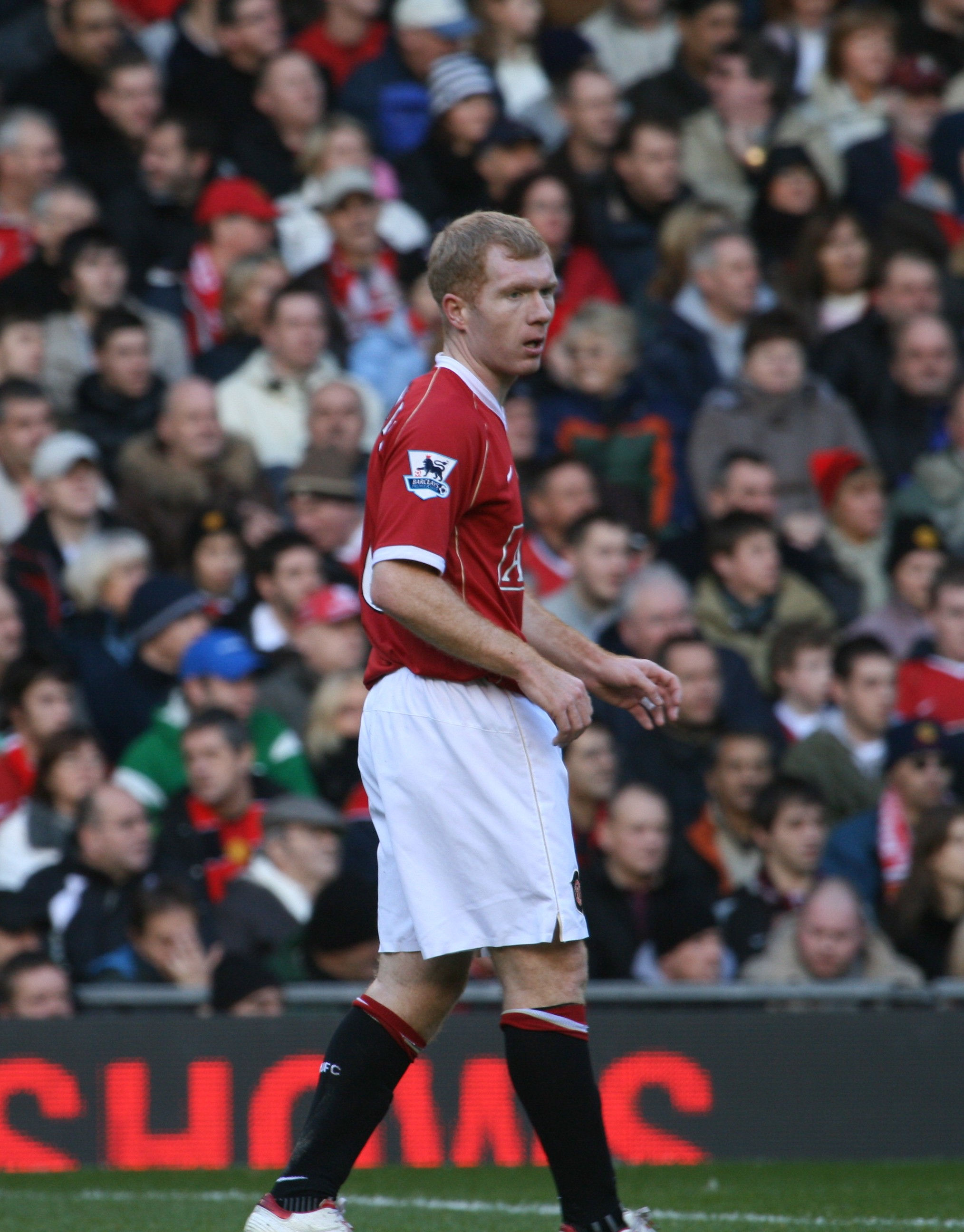
Paul Scholes vào năm 2006

Ngày 22 tháng 10 năm 2006, trong chiến thắng 2–0 trước Liverpool, Scholes trở thành cầu thủ thứ 9 thi đấu 500 trận cho United, cùng với Sir Bobby Charlton, Bill Foulkes và Ryan Giggs.
Mùa 2006–07 là một trong những mùa giải hay nhất của Scholes khi anh có mặt trong đội hình PFA của năm, và có tên trong danh sách rút gọn cho giải Cầu thủ xuất sắc nhất năm của PFA. Một trong những trận đấu hay nhất mùa giải của ông là chiến thắng 4–1 trước Blackburn Rovers. Mặc dù United bị đối phương dẫn trước 1–0 nhưng Scholes đã đoạt lại thế trận cho đội nhà và đích thân ghi bàn quân bình tỉ số. Scholes bị đuổi khỏi sân trong chiến thắng 1–0 trên sân của Liverpool vào ngày 3 tháng 3 năm 2007 vì vung tay vào người Xabi Alonso. Đây là thẻ đỏ đầu tiên của anh kể từ tháng 4 năm 2005. Một tháng sau ông tiếp tục bị truất quyền thi đấu trong trận lượt đi tứ kết Champions League với Roma.

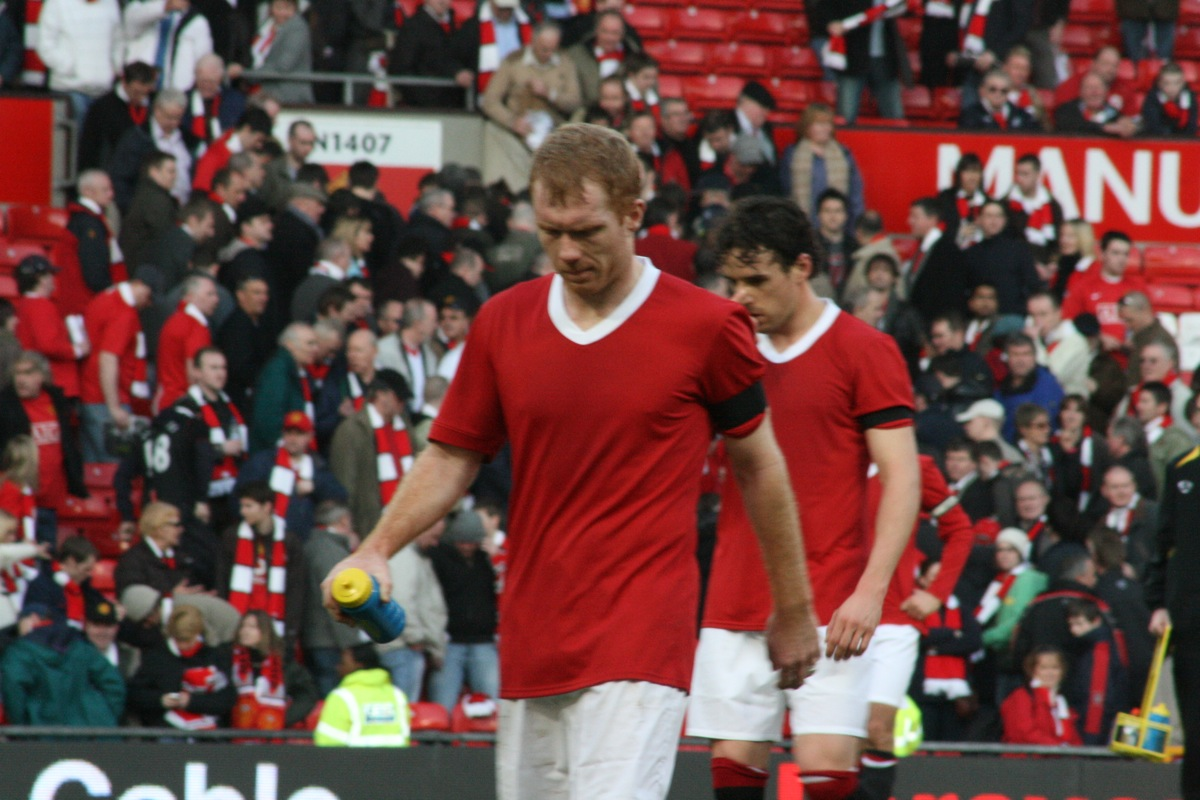
Scholes và Owen Hargreaves sau khi Manchester United thua Manchester City vào ngày 10 tháng 2 năm 2008

Scholes dính chấn thương dây chằng đầu gối trong buổi tập trước trận đấu bảng F Champions League với Dynamo Kiev vào ngày 23 tháng 10 năm 2007, và phải nghỉ thi đấu đến cuối tháng 1 năm 2008. Ông quay trở lại và vào thay người trong trận thắng 3–1 trước Tottenham Hotspur tại vòng 4 Cúp FA. Ngày 23 tháng 4 năm 2008, Scholes có trận đấu thứ 100 tại Champions League trong trận bán kết hòa 0–0 trước Barcelona, và ghi bàn thắng duy nhất trong chiến thắng 1–0 ở trận lượt về giúp United lọt vào trận chung kết. Trong trận chung kết gặp Chelsea, ông bị dính chấn thương và nhận thẻ vàng sau khi có va chạm với Claude Makélélé; ông được thay ra bởi Giggs ở phút 87 và không tham gia vào loạt sút luân lưu mà United đã thắng 6–5 sau khi cả hai đội hòa 1–1 trong hiệp phụ.
Scholes được ghi danh vào Ngôi đền của những huyền thoại bóng đá Anh tháng 9 năm 2008.
Ngày 24 tháng 1 năm 2009, Scholes ghi bàn thắng đầu tiên của mình trong mùa giải trận gặp Tottenham Hotspur tại Cúp FA. Trận đấu kết thúc với tỉ số 2–1 nghiêng về United. Ngày 18 tháng 2, sau hơn một năm không ghi bàn nào tại Giải Ngoại hạng Anh, Scholes đã lập công trong chiến thắng 3–0 trước Fulham, một cú volley đạp vào người Mark Schwarzer và lăn vào lưới. Ngày 22 tháng 4, anh có trận đấu thứ 600 cho Manchester United trong chiến thắng 2–0 trước Portsmouth.
Ngày 15 tháng 9 năm 2009, Scholes có bàn thắng đầu tiên tại Champions League kể từ khi ghi bàn vào lưới Barcelona trong trận bán kết một năm rưỡi trước đó. Ông tự mình ghi bàn thắng ở phút 77 trong trận gặp Beşiktaş trên sân khách, Giúp Manchester United có chiến thắng khởi đầu chiến dịch châu Âu 2009–10. Ngày 3 tháng 11 năm 2009, Scholes lần thứ 2 lập công tại Champions League với pha đánh đầu thành bàn trong trận hòa 3–3 với CSKA Moskva. Ngày 5 tháng 12 năm 2009, Scholes ghi bàn mở tỉ số trong chiến thắng 4-0 trên sân khách gặp West Ham, đây cũng là bàn thắng thứ 99 của ông ở Premier League.
Ngày 27 tháng 1 năm 2010, Scholes có bàn thắng đầu tiên trong năm mới và cũng là bàn thắng đầu tiên ở cúp liên đoàn sau 7 năm trong chiến thắng 3–1 ở trận derby Manchester. Ngày 16 tháng 2 năm 2010, Scholes lần thứ 3 trong mùa giải lập công tại Champions League trong chiến thắng 3-2 trên sân của Milan; đây cũng là bàn thắng đầu tiên trên sân khách trước Milan từ trước đến giờ của United. Scholes cũng là cầu thủ đầu tiên ghi bàn vào lưới cả Inter Milan và A.C. Milan trên sân San Siro tại Champions League. Ngày 6 tháng 3 năm 2010, với pha lập công duy nhất trong trận thắng Wolves 1-0 trên sân Molineux, Scholes trở thành cầu thủ thứ 19 trong lịch sử Premier League ghi được 100 bàn thắng và cũng là cầu thủ thứ ba của United sau Ryan Giggs và Wayne Rooney làm được việc này ở mùa giải 2009-10. Ngày 16 tháng 4 năm 2010, Scholes ký bản hợp đồng có thời hạn một năm với United, giữ ông ở lại câu lạc bộ tới cuối mùa giải 2010–11. Ngày 17 tháng 4 năm 2010, Scholes ghi bàn ở những phút cuối trận gặp Man City, qua đó giúp United giành thắng lợi 1–0 và cũng là cách hoàn hảo nhất để mừng hợp đồng mới của ông vài ngày trước đó. Đây cũng là bàn thắng thứ hai của ông trong 2 trận gần nhất gặp kình địch cùng thành phố.
Scholes khởi đầu mùa giải 2010–11 một cách mạnh mẽ, trong trận tranh siêu cúp Anh 2010 gặp Chelsea vào ngày 8 tháng 8, ông được bình chọn là cầu thủ xuất sắc nhất trận và 8 ngày sau đó trong trận đấu mở màn mùa giải mới gặp Newcastle United, ông đã có 2 lần kiến tạo để đồng đội ghi bàn và MU giành chiến thắng 3–0. Ngày 22 tháng 8, Scholes có bàn thắng thứ 150 cho Manchester United khi mở tỉ số trong trận hòa 2–2 trước Fulham. Khởi đầu mùa giải chói sáng của Scholes đã được ghi nhận với việc ông được trao danh hiệu cầu thủ xuất sắc nhất tháng 8. Vào tháng 4 năm 2011, Scholes nhận thẻ đỏ trong trận bán kết cúp FA gặp Manchester City vì cao chân với Pablo Zabaleta; Manchester United thua cuộc với kết quả 1–0.
Ngày 31 tháng 5 năm 2011, ông tuyên bố giã từ sự nghiệp cầu thủ và gia nhập vào ban huấn luyện của Manchester United.
Vào ngày 5 tháng 8 năm 2011, United tổ chức một trận đấu tri ân 17 năm cống hiến của ông đối với câu lạc bộ. Trận đấu diễn ra trên sân Old Trafford giữa Manchester United và New York Cosmos. United thắng 6–0 còn Scholes mở tỉ số bằng cú sút từ khoảng cách 23 mét.

### 2012–2013
Ngày 8 tháng 1 năm 2012, Scholes thay đổi quyết định giải nghệ vì tình hình chấn thương nghiêm trọng của Manchester United và ra mắt trở lại trong chiến thắng 3–2 của United trước Manchester City tại Cúp FA. Do thời điểm đó Ashley Young là người sở hữu số áo 18 nên Scholes đeo số áo 22 (số áo lần cuối anh mặc là mùa giải 1995–96) khi vào sân thay cho Nani ở phút 59. Ông lần đầu có tên trong đội hình xuất phát ở trận đấu tiếp theo với Bolton Wanderers và ngay lập tức ghi bàn trong chiến thắng 3–0 tại Old Trafford; bàn thắng giúp Scholes giữ thành tích ghi bàn trong mọi mùa giải Ngoại hạng Anh kể từ mùa 1994–95. Ông ghi bàn thắng thứ hai trong trận thắng 2–1 trước Norwich City vào ngày 26 tháng 2 bằng cú đánh đầu từ quả tạt của Nani. Ngày 8 tháng 4, ông ghi bàn trong chiến thắng 2–0 trước Queens Park Rangers tại Old Trafford và giúp United tạo cách biệt 8 điểm so với Manchester City ở Premier League.
Vào ngày 30 tháng 5 Scholes gia hạn hợp đồng thêm một năm với Manchester United để ở lại câu lạc bộ cho tới hè 2013. Ông có lần thứ 700 ra sân cho Manchester United và ghi bàn trong chiến thắng 4–0 trước Wigan Athletic vào ngày 15 tháng 9 năm 2012. Đây là bàn thắng trong mùa giải Premier League thứ 19 liên tiếp, thành tích chỉ kém người đồng đội Ryan Giggs với 21 mùa liên tiếp.
Vào ngày 11 tháng 5 năm 2013, Scholes thông báo về việc nghỉ thi đấu bóng đá vào cuối mùa giải. Scholes có trận đấu thứ 499 và cuối cùng tại giải Ngoại hạng Anh vào ngày 19 tháng 5 năm 2013 khi vào sân thay người trong trận gặp West Bromwich Albion. Trong trận đấu này Scholes phải nhận thẻ vàng thứ 99 tại Premier League, vào thời điểm đó là người nhận nhiều thẻ vàng thứ ba ở Ngoại hạng Anh sau Lee Bowyer (102) và Kevin Davies (101).

## Sự nghiệp quốc tế
Scholes có trận đấu quốc tế đầu tiên gặp Nam Phi năm 1997 trong trận giao hữu thắng 2–1 trên sân Old Trafford, và được gọi vào đội tuyển Anh tham dự World Cup 1998. Tại giải này, đội tuyển Anh nằm cùng bảng với Colombia, Tunisia và Romania. Trong trận đấu vòng bảng gặp Tunisia, Scholes là người ấn định chiến thắng 2–0. Tuy nhiên đội tuyển Anh bị loại khỏi World Cup 1998 bởi Argentina trên chấm phạt đền ở vòng knock-out thứ nhất.
Ngày 27 tháng 3 năm 1999, Scholes lập hat-trick cho đội tuyển Anh trong trận gặp Ba Lan. Ngoài ra, Scholes đã ghi cả hai bàn trong chiến thắng 2–0 của đội tuyển Anh trên sân Hampden Park trước Scotland trong trận lượt đi play-off Euro 2000, ấn định tổng tỉ số 2–1 và giành quyền vào vòng chung kết. Trong trận đấu vòng loại gặp Thụy Điển vào tháng 6, Scholes trở thành cầu thủ Anh đầu tiên và cuối cùng bị đuổi khỏi sân trong một trận đấu quốc tế trên sân vận động Wembley cũ.
Bước sang thế kỉ XXI, Scholes trở thành một cầu thủ nổi bật trong hàng tiền vệ của đội Anh, là sự lựa chọn hàng đầu cho World Cup 2002. Mặc dù vậy, sau giải đấu, Scholes nhận thấy cơ hội của ông ở đội tuyển đã giảm xuống do huấn luyện viên Sven-Göran Eriksson thường sắp xếp anh chơi ở vị trí tiền vệ cánh trái để hỗ trợ cho bộ đôi Steven Gerrard và Frank Lampard ở trung tâm. Scholes tuyên bố giã từ sự nghiệp thi đấu quốc tế vào tháng 8 năm 2004, viện dẫn rằng cuộc sống gia đình của anh và sự nghiệp với câu lạc bộ Manchester United quan trọng hơn.
Tháng 7 năm 2006, sau sự ra đi của Eriksson, Scholes có đề cập đến chuyện có thể tiếp tục thi đấu cho đội tuyển quốc gia dưới sự huấn luyện của Steve McClaren, tuy nhiên điều đó đã không bao giờ xảy ra. Vào tháng 5 năm 2010, huấn luyện viên Fabio Capello, người kế nhiệm McClaren, đã tiếp xúc với Scholes để thuyết phục ông trở lại đội tuyển trước thềm World Cup 2010, nhưng ông từ chối và nói rằng muốn dành thời gian cho gia đình. Vào ngày 7 tháng 6 năm 2010, Scholes tiết lộ rằng nếu Capello cho ông nhiều thời gian hơn và hỏi ông sớm hơn thì có lẽ ông đã nhận lấy cơ hội. Ngày 27 tháng 7 năm 2010, Scholes bày tỏ sự hối tiếc vì đã không nhận lấy cơ hội thi đấu thêm một giải World Cup nữa, nói rằng rất có thể ông đã phạm sai lầm.

### Bàn thắng quốc tế
Nguồn.
| #   | Thời gian            | Địa điểm                                  | Đối thủ    | Bàn thắng | Kết quả | Giải đấu                 |
| --- | -------------------- | ----------------------------------------- | ---------- | --------- | ------- | ------------------------ |
| 1.  | 4 tháng 6 năm 1997   | Stade de la Beaujoire, Nantes, Pháp       | Ý          | 2–0       | 2–0     | Tournoi de France 1997   |
| 2.  | 10 tháng 9 năm 1997  | Wembley, Luân Đôn, Anh                    | Moldova    | 1–0       | 4–0     | Vòng loại World Cup 1998 |
| 3.  | 15 tháng 11 năm 1997 | Wembley, Luân Đôn, Anh                    | Cameroon   | 2–0       | 2–0     | Giao hữu quốc tế         |
| 4.  | 15 tháng 6 năm 1998  | Sân vận động Vélodrome, Marseille, Pháp   | Tunisia    | 2–0       | 2–0     | World Cup 1998           |
| 5.  | 27 tháng 3 năm 1999  | Wembley, Luân Đôn, Anh                    | Ba Lan     | 1–0       | 3–1     | Vòng loại Euro 2000      |
| 6.  | 27 tháng 3 năm 1999  | Wembley, Luân Đôn, Anh                    | Ba Lan     | 2–0       | 3–1     | Vòng loại Euro 2000      |
| 7.  | 27 tháng 3 năm 1999  | Wembley, Luân Đôn, Anh                    | Ba Lan     | 3–1       | 3–1     | Vòng loại Euro 2000      |
| 8.  | 13 tháng 11 năm 1999 | Hampden Park, Glasgow, Scotland           | Scotland   | 1–0       | 2–0     | Vòng loại Euro 2000      |
| 9.  | 13 tháng 11 năm 1999 | Hampden Park, Glasgow, Scotland           | Scotland   | 2–0       | 2–0     | Vòng loại Euro 2000      |
| 10. | 12 tháng 6 năm 2000  | Sân vận động Philips, Eindhoven, Hà Lan   | Bồ Đào Nha | 1–0       | 2–3     | Euro 2000                |
| 11. | 28 tháng 3 năm 2001  | Sân vận động Qemal Stafa, Tirana, Albania | Albania    | 2–0       | 3–1     | Vòng loại World Cup 2002 |
| 12. | 25 tháng 5 năm 2001  | Pride Park, Derby, Anh                    | México     | 1–0       | 4–0     | Giao hữu quốc tế         |
| 13. | 6 tháng 6 năm 2001   | Sân vận động Olympic, Athens, Hy Lạp      | Hy Lạp     | 1–0       | 2–0     | Vòng loại World Cup 2002 |
| 14. | 21 tháng 6 năm 2004  | Sân vận động Ánh sáng, Lisboa, Bồ Đào Nha | Croatia    | 1–1       | 4–2     | Euro 2004                |

## Lối chơi
Scholes được đánh giá cao về kĩ thuật, khả năng chuyền bóng chính xác, di chuyển thông minh và những cú sút uy lực từ xa. Là một cầu thủ nhanh, toàn diện, bền bỉ và đa năng, ông có khả năng thi đấu ở bất kỳ vị trí nào trên hàng tiền vệ, nhưng chủ yếu vẫn là các vị trí phòng ngự, tấn công, và làm bóng nhờ thể lực dẻo dai, tầm quan sát, hiệu suất thi đấu, cũng như khả năng thực hiện những bước chạy tấn công. Ông có khả năng đọc trận đấu tốt nhờ nhãn quan chiến thuật của mình. Scholes cũng giỏi tạo ra những đợt phản công sau khi giành lại quyền kiểm soát bóng nhờ khả năng phân phối bóng đá dạng. Nhiều đồng nghiệp trong đó có Zinédine Zidane và Edgar Davids, đã từng bày tỏ sự ngưỡng mộ tài năng của ông.
Cựu tuyển thủ Brasil Sócrates cho rằng Scholes "đủ chất lượng để đá cho Brasil. Tôi thích xem Scholes, xem cách ông chuyền bóng, chàng trai với mái tóc đỏ và chiếc áo màu đỏ ấy." Cựu cầu thủ người Pháp và đội trưởng Arsenal Thierry Henry nói rằng "chắc chắn cầu thủ xuất sắc nhất Premiership phải là Scholes... Ông ấy biết mọi thứ." Khi được hỏi về Scholes, Bobby Charlton phát biểu rằng "Paul luôn luôn biết cách kiểm soát và chuyền chính xác tới từng li – một cầu thủ đáng xem," còn huấn luyện viên người Ý Marcello Lippi cho rằng Scholes là "một tiền vệ toàn năng, sở hữu những phẩm chất và cá tính phong phú". Bình luận viên bóng đá BBC và cựu hậu vệ Liverpool Alan Hansen coi Scholes là "một trong ba tới năm cầu thủ hàng đầu trong lịch sử Premier League", và bổ sung thêm rằng "những đường chuyền, bước di chuyển và kĩ thuật của cậu ta là hình mẫu đối với mọi cầu thủ khác." Đồng đội tại Manchester United Nani nhận xét "ông ấy là tiền vệ hay nhất tôi từng biết. Ông ấy chuyền được, ghi bàn được cả bằng chân trái, chân phải, bằng đầu – ông ấy có thể làm được mọi thứ."
Vào tháng 2 năm 2011, Xavi, tiền vệ của Barcelona, đánh giá Scholes là cầu thủ hay nhất ở vị trí của mình trong hai thập kỷ qua. Anh cho Scholes là "một hình mẫu lý tưởng. Theo tôi, và tôi thực sự tin là, ông ấy là tiền vệ trung tâm xuất sắc nhất tôi từng chứng kiến trong 15, 20 năm qua. Ông ấy xuất chúng, ông ấy có tất cả, đường chuyền quyết định, những bàn thắng, ông ấy mạnh mẽ, không để mất bóng, nhãn quan. Nếu ông ấy là người Tây Ban Nha ông ấy thậm chí còn được đánh giá cao hơn. Các cầu thủ đều thích ông ấy." Cựu huấn luyện viên Barcelona, Pep Guardiola, cũng đồng tình khi cho rằng Scholes là tiền vệ xuất sắc nhất trong thế hệ của ông.
Tuy nhiên ông cũng có những lời phê bình về lối chơi của mình, một trong số đó là về những cú xoạc bóng và cản phá bóng của ông. Nhiều bình luận viên, người hâm mộ và chính bản thân Scholes cũng cho rằng ông không hề giỏi trong những cú vào bóng của mình. Thêm vào đó đôi khi những cú vào bóng của Scholes rất nguy hiểm và có tính triệt hạ đối phương; báo chí cho rằng ông thoát nhiều án phạt nặng là nhờ sự ưu ái của mọi người dành cho ông.

## Thẻ phạt
Scholes bị chỉ trích vì nhận nhiều thẻ phạt khi là người bị phạt 99 thẻ vàng ở Premier League, nhiều thứ ba tại giải, cùng với đó là bốn thẻ đỏ. Ông cũng bị nhận 32 thẻ vàng tại Champions League, nhiều nhất của giải. Huấn luyện viên của Arsenal, Arsène Wenger chỉ trích rằng "ông ta là cầu thủ chơi không đẹp. Có một chút tính xấu của ông ta mà trong vài trường hợp tôi không hề thích. Tôi biết ông ta là cầu thủ rất hay nhưng tôi không thích một số hành động của ông ta trên sân." Scholes phát biểu trên BBC Radio 5 Live rằng ông không phải là người vào bóng kém mà vì "nếu đầu trận có ai đó chơi tôi, thì trong đầu tôi sẽ có ý nghĩ là tôi cần phải chơi lại họ".

## Cuộc sống cá nhân
Scholes bị mắc bệnh hen và hội chứng viêm xương chày, một căn bệnh đầu gối có ảnh hưởng đến vận động viên trẻ. Ông kết hôn với người yêu thời thơ ấu của mình, Claire (nhũ danh Froggatt), tại Wrexham vào tháng 2 năm 1999, và họ có 3 đứa con, Arron, Alicia và Aiden. Gia đình ông sống tại Saddleworth.
Tính cách của Scholes ở ngoài sân cỏ đã được mô tả là "nhút nhát"  và lối sống của ông được xem là trái ngược hoàn toàn với lối sống của các cầu thủ bóng đá chuyên nghiệp điển hình. trong một lần phỏng vấn hiếm hoi trước Euro 2004, Scholes đã mô tả một ngày lý tưởng của ông như sau: "Tập luyện vào sáng sớm, đón con từ trường, chơi đùa với chúng, uống trà, đưa lũ trẻ đi ngủ và sau đó xem TV một chút."

## Thống kê sự nghiệp

### Câu lạc bộ
| Câu lạc bộ        | Mùa giải  | Giải VĐQG | Giải VĐQG | Cúp  | Cúp | Cúp Liên đoàn | Cúp Liên đoàn | Châu Âu | Châu Âu | Khác | Khác | Tổng cộng | Tổng cộng |
| Câu lạc bộ        | Mùa giải  | Trận      | Bàn       | Trận | Bàn | Trận          | Bàn           | Trận    | Bàn     | Trận | Bàn  | Trận      | Bàn       |
| ----------------- | --------- | --------- | --------- | ---- | --- | ------------- | ------------- | ------- | ------- | ---- | ---- | --------- | --------- |
| Manchester United | 1994–95   | 17        | 5         | 3    | 0   | 3             | 2             | 2       | 0       | 0    | 0    | 25        | 7         |
| Manchester United | 1995–96   | 26        | 10        | 2    | 1   | 1             | 2             | 2       | 1       | 0    | 0    | 31        | 14        |
| Manchester United | 1996–97   | 24        | 3         | 2    | 2   | 2             | 1             | 4       | 0       | 1    | 0    | 33        | 6         |
| Manchester United | 1997–98   | 31        | 8         | 2    | 0   | 1             | 0             | 7       | 2       | 1    | 0    | 42        | 10        |
| Manchester United | 1998–99   | 31        | 6         | 6    | 1   | 1             | 0             | 12      | 4       | 1    | 0    | 51        | 11        |
| Manchester United | 1999–00   | 31        | 9         | –    | –   | 0             | 0             | 11      | 3       | 3    | 0    | 45        | 12        |
| Manchester United | 2000–01   | 32        | 6         | 0    | 0   | 0             | 0             | 12      | 6       | 1    | 0    | 45        | 12        |
| Manchester United | 2001–02   | 35        | 8         | 2    | 0   | 0             | 0             | 13      | 1       | 1    | 0    | 51        | 9         |
| Manchester United | 2002–03   | 33        | 14        | 3    | 1   | 6             | 3             | 10      | 2       | 0    | 0    | 52        | 20        |
| Manchester United | 2003–04   | 28        | 9         | 6    | 4   | 0             | 0             | 5       | 1       | 1    | 0    | 40        | 14        |
| Manchester United | 2004–05   | 33        | 9         | 6    | 3   | 2             | 0             | 7       | 0       | 1    | 0    | 49        | 12        |
| Manchester United | 2005–06   | 20        | 2         | 0    | 0   | 0             | 0             | 7       | 1       | 0    | 0    | 27        | 3         |
| Manchester United | 2006–07   | 30        | 6         | 4    | 0   | 0             | 0             | 11      | 1       | 0    | 0    | 45        | 7         |
| Manchester United | 2007–08   | 24        | 1         | 3    | 0   | 0             | 0             | 7       | 1       | 0    | 0    | 34        | 2         |
| Manchester United | 2008–09   | 21        | 2         | 2    | 1   | 3             | 0             | 6       | 0       | 3    | 0    | 35        | 3         |
| Manchester United | 2009–10   | 28        | 3         | 0    | 0   | 2             | 1             | 7       | 3       | 1    | 0    | 38        | 7         |
| Manchester United | 2010–11   | 22        | 1         | 3    | 0   | 0             | 0             | 7       | 0       | 1    | 0    | 33        | 1         |
| Manchester United | 2011–12   | 17        | 4         | 2    | 0   | 0             | 0             | 2       | 0       | 0    | 0    | 21        | 4         |
| Manchester United | 2012–13   | 16        | 1         | 3    | 0   | 0             | 0             | 2       | 0       | –    | –    | 21        | 1         |
| Tổng cộng         | Tổng cộng | 499       | 107       | 49   | 13  | 21            | 9             | 134     | 26      | 15   | 0    | 718       | 155       |

Số liệu thống kê chính xác tới ngày 19 tháng 5 năm 2013

### Đội tuyển Anh
| Đội tuyển bóng đá Anh | Đội tuyển bóng đá Anh | Đội tuyển bóng đá Anh |
| Năm                   | Trận                  | Bàn                   |
| --------------------- | --------------------- | --------------------- |
| 1997                  | 5                     | 3                     |
| 1998                  | 9                     | 1                     |
| 1999                  | 6                     | 5                     |
| 2000                  | 10                    | 1                     |
| 2001                  | 10                    | 3                     |
| 2002                  | 11                    | 0                     |
| 2003                  | 8                     | 0                     |
| 2004                  | 7                     | 1                     |
| Tổng cộng             | 66                    | 14                    |

## Danh hiệu

### Câu lạc bộ
Manchester United
- Premier League (11): 1995-96, 1996-97, 1998-99, 1999-2000, 2000-01, 2002-03, 2006-07, 2007-08, 2008-09, 2010-11, 2012-13
- FA Cup (4): 1993–94, 1995–96, 1998–99, 2003–04
- EFL Cup (3): 2005–06, 2008–09, 2009–10
- FA Community Shield (8): 1993, 1994, 1996, 1997, 2003, 2007, 2008, 2010
- UEFA Champions League (2): 1998–99, 2007–08
- Intercontinental Cup (1): 1999
- FIFA Club World Cup (1): 2008

### Quốc tế
U-18 Anh
- Giải vô địch bóng đá U-18 châu Âu: 1993

### Cá nhân
- Cầu thủ xuất sắc nhất tháng của Premier League (3): 1/2003, 12/2003, 10/2006
- Đội hình xuất sắc nhất năm của PFA (3): 2000–01, 2002–03, 2006–07
- Đội hình tiêu biểu kỷ niệm 10 năm ra đời Premier League (1992–93 tới 2001–02)
- Đội hình tiêu biểu Premier League đầu thế kỷ 21
- Ngôi đền của những huyền thoại bóng đá Anh (English Football Hall of Fame): 2008